# Michael Ricketts
Michael Ricketts (født 4. december 1978 i Birmingham, England) er en tidligere engelsk fodboldspiller.